# Mkhwani
El mkhwani (a Malawi), chibwabwa (a Zàmbia) o també mumhodzi o muboora (a Zimbàbue) és un condiment vegetal molt popular a Malawi, Zàmbia i Zimbabwe, que consisteix en les fulles de carbassa. En aquests països les fulles de les vinyes de carbassa es consideren tan bones com la pròpia carbassa i estan llestes per menjar molt abans.
Les fulles, segons l'estació de l'any, es poden consumir fresques o bé seques. Les fulles de carbassa s'assequen per utilitzar-les durant els mesos secs d'hivern, quan les verdures són difícils d'aconseguir a les zones rurals. Es considera que les fulles de carbassa són riques en vitamines essencials com ferro, folat, vitamina A, C i moltes altres, que enforteixen el sistema immunitari.
Aquestes fulles es cuinen de força maneres diferents; en alguns casos es poden preparar amb mantega de cacauet o cacauet en pols o amb oli. El mkhwani es pot preparar com un guisat preparat amb fulles de carbassa, tomàquets i farina de cacauet mòlta, que sovint es serveix juntament amb nsima o arròs.